# Qingjiangpu
Koordinaten: 33° 33′ N, 119° 2′ O
Qingjiangpu (chinesisch 清江浦区, Pinyin Qīngjiāngpǔ Qū) ist ein chinesischer Stadtbezirk der bezirksfreien Stadt Huai’an in der Provinz Jiangsu, die im Osten der Volksrepublik China liegt. Die Fläche beträgt 445,1 Quadratkilometer und die Einwohnerzahl 860.676 (Stand: Zensus 2010).